# Платонов, Лев Васильевич
Лев Васильевич Платонов (10 мая 1940, Рязань) — советский и российский футбольный тренер, функционер.
В командах мастеров играл в 1961 году за «Спартак» Рязань и в 1965 за «Искру» Смоленск. В 1971—1975 годах — начальник команды «Искра». С июля 1975 по 1984 — старший тренер команды, под его руководством «Искра» в 1979 году вышла в первую лигу. В 1985 — начальник команды ЦСКА. Работал тренером в «Асмарале» Москва (1991), заместителем президента, президентом «Искры» (1991—1994). Заместитель директора ТОО «Спортивный клуб Кристалл» (1994—1996). Главный тренер «ЦСК ВВС Кристалл» (1996), тренер «Динамо» Минск (1997), главный тренер «Кристалла» (август 1999—2000), «Терека» Грозный (февраль — июль 2002). Вице-президент смоленского «Днепра» в сезонах 2011/12 — 2012/13.
В 2005—2007 — помощник в Смоленской области депутата Государственной Думы А. В. Островского. В 2008—2012 — депутат Смоленской областной Думы 4 созыва.
В 2012 году Островский был утверждён губернатором Смоленской области. Платонов сначала возглавлял внутриполитический блок администрации, с 2015 года курировал главное управление физической культуры и спорта. В августе 2018 был уволен с должности вице-губернатора «по собственному желанию», стал работать внештатным советником главы Смоленска Владимира Соваренко.